# Philander
Philander — рід сумчастих ссавців родини Опосумові (Didelphidae).

## Опис
Їхня груба шерсть сірого або чорного кольору зверху, низ яскравий, часто білуватий або жовтий. Тіло дуже струнке, морда загострена. Хвіст такої ж довжини або довший, як тіло й безволосий за винятком першої чверті. При довжині тіла від 25 до 33 сантиметрів і вазі 200 до 700 грамів (тварини в неволі іноді досягають 1,5 кг) їх вважають великими членами родини.

## Поширення
Ці тварини поширені в Північній і Південній Америці, від північної Мексики до північної Аргентини. Їхнє місце проживання — вологі тропічні ліси. 

## Звички
У першу чергу, вони живуть на землі, хоча вони також можуть піднятися на дерево і навіть плавати. Вони швидкі й моторні. Тварини насамперед нічні, хоча іноді їх можна побачити протягом дня. Як місце для сну їм слугують круглі листяні гнізда, які вони будують на нижніх гілках, рідше норах. Вони вважаються дуже агресивними, що виражається шипіння і, якщо необхідно, запеклими боями з ворогами. Вони всеїдні. Поживою для них є дрібні хребетні, яйця, комахи, краби і хробаки, а також фрукти, листя та насіння.

## Життєвий цикл
Після короткого періоду вагітності, самиця народжує чотири-п'ять дитинчат. Їх вигодовують приблизно три місяці, і вони досягають статевої зрілості у віці від шести до восьми місяців. Середня тривалість життя низька від одного до двох років.